# Urechis
Urechis ist der Name einer Gattung großer, im Sand grabender Igelwürmer (Echiura), die gleichzeitig die monogenerische Familie der Urechidae bildet und vier Arten im Pazifischen Ozean umfasst.

## Merkmale
Die Igelwürmer der Gattung Urechis beziehungsweise Familie Urechidae werden mit Rumpflängen von bis zu 50 cm (bei der nordamerikanischen Art Urechis caupo) groß bis sehr groß. Der Rumpf ist wurstförmig mit einer runzligen Haut und einer kurzen, löffelförmigen Proboscis. Vorn sitzen bauchseitig am Rumpf zwei Haken und um den After am Ende des Rumpfes ein Ring mit Afterborsten. Neben den Nierenausgängen am Vorderteil des Rumpfes münden Schleimdrüsen nach außen.
Die Tiere haben 2 oder 3 Paar Nephridien, bei denen die Lippen der Nephrostomata stets spiralig aufgewickelt sind. Am Ende des Darm sitzen zwei lange Analvesikel. Der Hinterabschnitt des Mitteldarms ist stark erweitert und dient als Atemorgan, wobei das Atemwasser über den After sowohl ein- als auch ausströmt. Anders als bei allen anderen bekannten Igelwürmern werden keine Blutgefäße ausgebildet. Die meisten Autoren sprechen von einem offenen Blutgefäßsystem, bei dem das Blut mit der Flüssigkeit des Coeloms übereinstimmt. Das Blut enthält neben zahlreichen Amoebocyten auch viele halbkreisförmige, etwa 25 µm große Rote Blutkörperchen mit Hämoglobin, die Sauerstoff speichern und ein Überleben in sauerstoffarmer Umgebung ermöglichen.
Die Längsmuskeln des Hautmuskelschlauchs sitzen zwischen den äußeren Ringmuskeln und den inneren Quermuskeln.

## Lebenszyklus
Männchen und Weibchen sind bei allen Urechis-Arten gleich groß. Die Befruchtung ist extern, und die Entwicklung verläuft über eine schwimmende Trochophora-Larve.

## Lebensweise
Alle Urechis-Arten graben ihre U-förmigen Gänge im weichen Boden (Sand, Schlamm) selbst. Durch peristaltische Bewegungen des Körpers wird im Gang ein Wasserstrom erzeugt, durch den gelöster Sauerstoff und Nahrungspartikel herbeigestrudelt werden. Wie andere Igelwürmer ernähren sich die Urechis von Detritus und Kleinstlebewesen, doch besitzen keine lange Proboscis, um diese vom Substrat aufzunehmen. Stattdessen produzieren sie mit ihren Schleimdrüsen ein Schleimnetz, mit dem die Nahrungspartikel aus dem Meerwasser filtriert werden. Ist das Schleimnetz voll, wird es mit den anhaftenden Partikeln verzehrt.

## Arten
Es sind vier Urechis-Arten bekannt:
- Urechis caupo Fisher & MacGinitie, 1928 an der nordamerikanischen Pazifikküste,
- Urechis chilensis (M. Müller, 1852) an den südlichen Küsten Chiles,
- Urechis novaezealandiae (Dendy, 1898) an den Küsten Neuseelands,
- Urechis unicinctus (Drasche, 1880) an den Küsten Japans, Koreas und Chinas.

Die vier Urechis-Arten sind anhand ihrer äußeren Merkmale nicht zu unterscheiden. Da sich jedoch ihre Verbreitungsgebiete nicht überschneiden, ist der Herkunftsort ein sicheres Bestimmungsmerkmal (solange es zu keinen Verschleppungen kommt). Wichtigstes inneres Unterscheidungsmerkmal ist die Anzahl der Nephridien: Während Urechis chilensis und Urechis caupo 3 Paar Nephridien besitzen, sind es bei Urechis unicinctus und Urechis novaezealandiae nur 2 Paar. Bei Urechis caupo kann man anders als bei Urechis chilensis unter dem Mikroskop erkennen, dass die beiden vorderen bauchseitigen Haken stark zugespitzt sind. Urechis novaezealandiae, der ebenfalls stark zugespitzte vordere Haken hat, erreicht deutlich größere Körpermaße als Urechis unicinctus. Bei Urechis novaezealandiae, bei dem Oesophagus, Magen und der Darmabschnitt hinter dem Atemorgan sehr lang sind, kann gelegentlich neben den beiden Nephridienpaaren noch ein weiteres unpaares (fünftes) Nephridium vorhanden sein.

## Lokale Trivialnamen und Bedeutung für den Menschen
Urechis unicinctus wird in China, Korea und Japan gegessen. Auf Grund seiner Ähnlichkeit mit einem menschlichen Penis wird er dort auch als „Penisfisch“ (陰莖魚) bezeichnet. In den USA wird Urechis caupo auch fat innkeeper worm genannt, da seine Wohnhöhle von zahlreichen Kommensalen bewohnt wird.